# 准胝観音

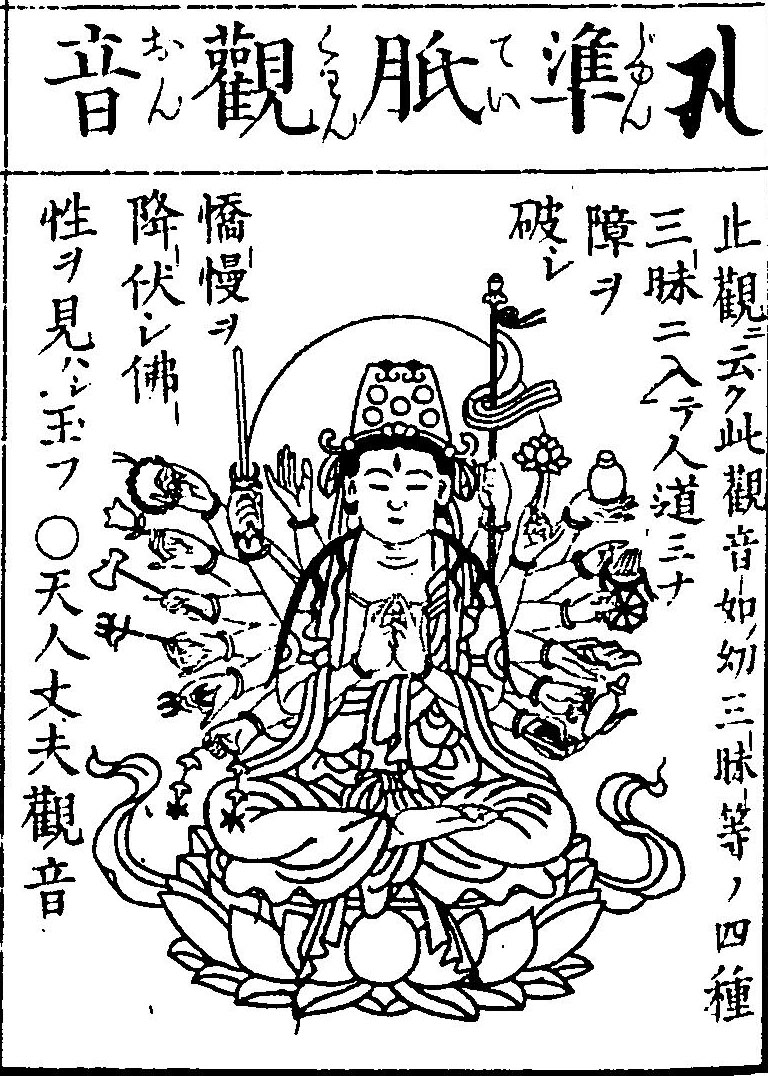
准胝観音

准胝観音（じゅんでいかんのん、じゅんていかんのん)は、仏教における信仰対象である菩薩の一尊。準胝観音または準提観音とも書く。准胝仏母とも。
日本の真言系では変化観音とされて真言宗系では「六観音」の一尊に数えられ、日本の天台系では観音ではなく仏母とされる。インド・チベットでは一般に仏母とされ、変化観音とはみなされない。インドでは観音は男性名詞のため男尊とされるが、准胝は女性名詞であり、女尊として表現される。准胝は五守護女尊やマーリーチー（摩利支天）と同様に、特定の陀羅尼と結びついた女尊である。密教においては七倶胝仏母（しちくていぶつも）とも呼ばれる。密号は最勝金剛、降伏金剛。
日本では従来、准胝の還梵はチュンディーとされている。漢名の准胝はチュンダー陀羅尼における「チュンデー」という語（チュンダーの女性単数呼格、「チュンダーよ」）の音写であるという説もある。インド原典ではチュンダーである。

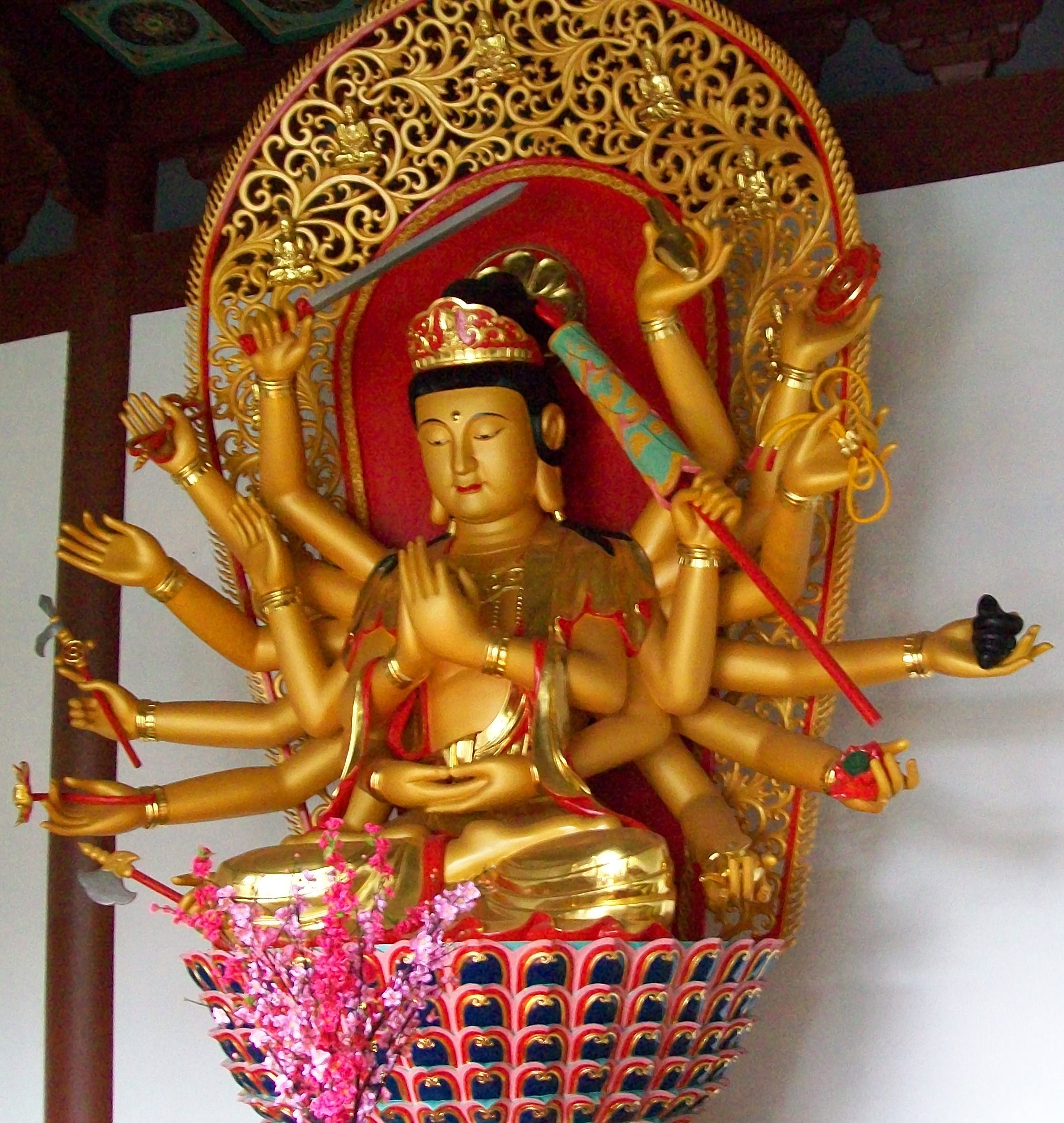
霊隠寺（中華人民共和国 浙江省 杭州）の准胝観音像
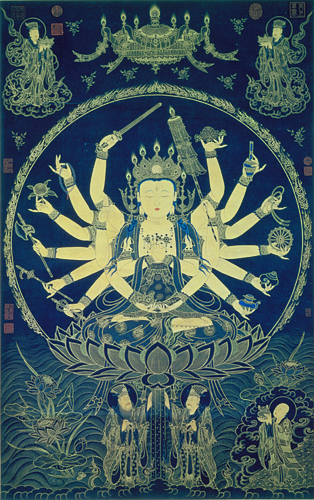
准胝観音（明代）
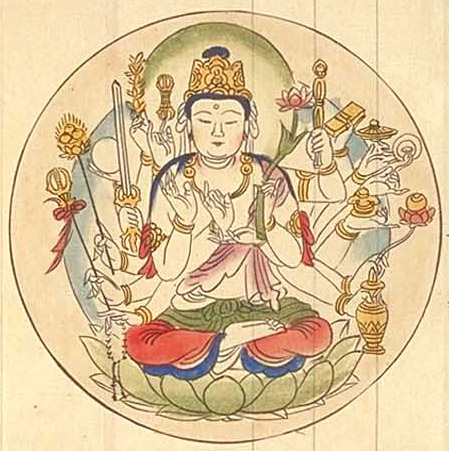
准胝観音 平安時代の仏像図集『図像抄』（十巻抄）より
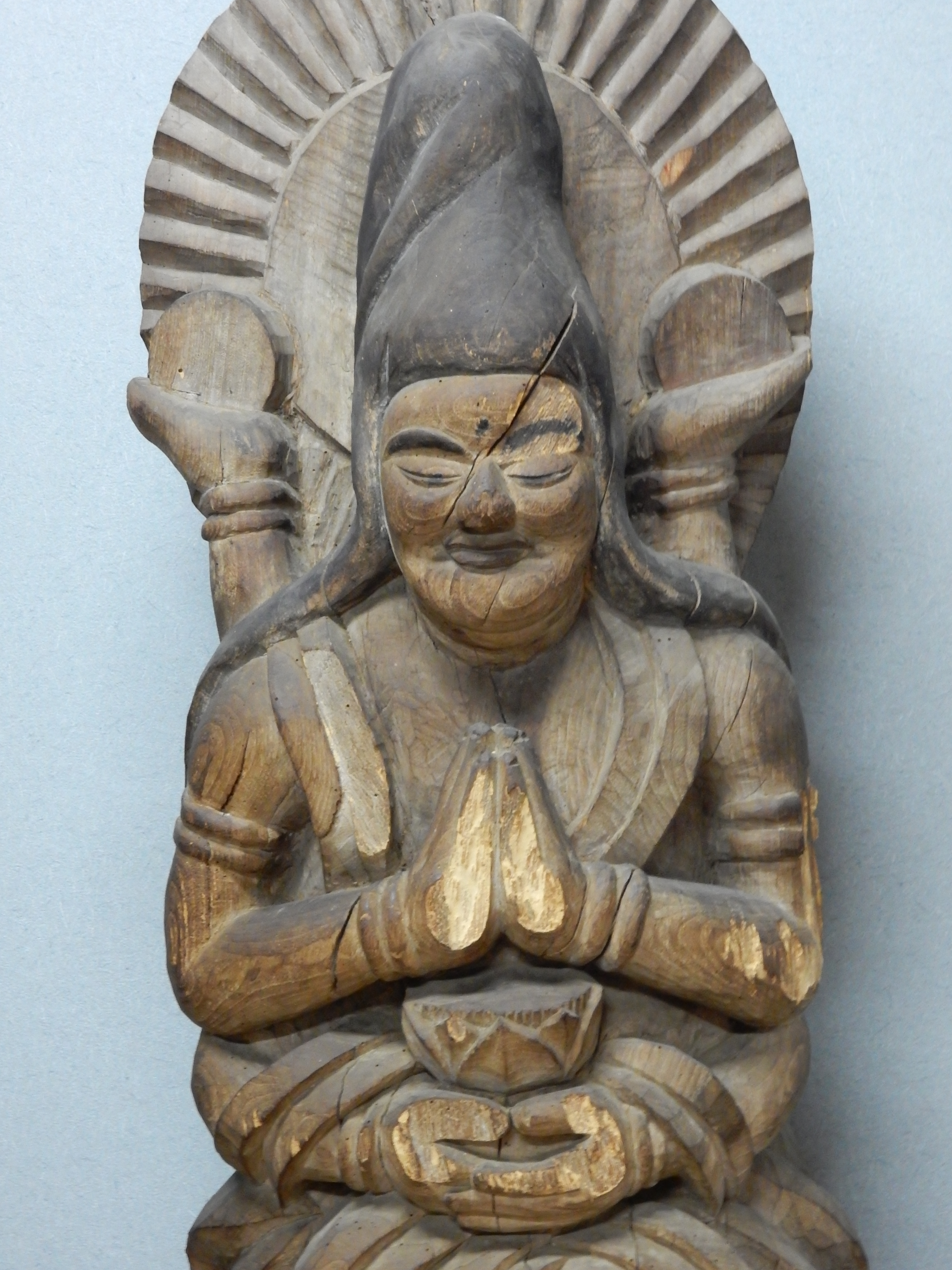
准胝観音彫像

## 梵名
准胝はチュンダー(Cundā)を音写したとする説、チュンディー(Cundī)を音写したものとする説がある。また、准胝を cundī ではなく cuṇḍīに還元する説もある。

## 由来
准胝の源流をヒンドゥー教の女神チャンディー (Caṇḍī) に比定する説がある（チャンディーはドゥルガーの異名とされる）。岩本裕は、准胝は多羅観音や葉衣観音と同様にヒンドゥー教の女神が仏教に取り入れられた姿であるとする。佐藤任は、売春宿の主人とするモニエル・ウィリアムの説を引き合いに出して神聖娼婦に結びつけている。「チュンダー陀羅尼」より生じたという説もある。これは、准胝観音の梵名チュンダーを動詞根 √cud （鼓舞する）の派生語と解釈して、行者が自らを奮起させるために唱える陀羅尼が尊格化されて准胝観音となったとする説である。

## 概説
日本では「准胝仏母」、「准胝観音菩薩」、「准胝観世音菩薩」、「天人丈夫観音」などさまざまな呼称がある。
中国では密教、この後も広く禅宗や浄土宗、道教等でも信仰されるが、かつてインドから東南アジアでも信仰された。
日本の真言宗の開祖である空海が高野山の開基の際に、僧房の次にまず准胝堂を建立し、准胝観音を弟子たちの得度の本尊としてお祀りしたのは有名で、のちに高野山が荒廃した際にも僧俗の手によって庫裡にこの准胝観音を安置し守り続けられた。それゆえ、准胝堂の補修が行なわれた昭和の時代になるまで、高野山では准胝堂で僧侶となるための得度の儀式が執り行なわれていた。また、真言宗醍醐派の開祖・聖宝尊師がこれに倣って醍醐寺の開基に准胝観音を勧請し、その孫弟子の仁海は六観音に准胝観音を加え、その後も長く民衆の信仰を集めている。

## 真言・三昧耶形・印

### 真言
真言は短呪の「オン・シャレイ・シュレイ・ジュンテイ・ソワカ」（Oṃ cale cule cunde svāhā  などがよく知られている。
長咒は「ナモサッタナン・サンミャクサンモダクチナン・タニヤタ・オン・シャレイ・シュレイ・ジュンテイ・ソワカ」。[24]

### 三昧耶形
三昧耶形は「寶瓶」（方便）、「金剛杵」（智慧）、「甲冑」（慈悲）。

### 種子
種子はबु（ボ、bu）。

## 准胝観音の功徳
- 善無畏三蔵の訳による『七仏倶胝仏母心大准提陀羅尼法』（大正蔵№1078）には、「仏いわく、この准胝仏母の真言と印契の密法によって、十悪罪や五逆罪等の一切の重い罪を滅して、よく一切の善法を成就し、さらには戒律を具足し、清廉潔白の身となって、速やかに心の清浄を得る。もし、在家の行人がいて飲酒や肉食を断つことなく、たとえ妻子があったとしても、ただ、この准胝仏母を本尊とすることで、あらゆる仏法・密法を成就することができる」と説かれている。
- 地婆訶羅三藏の訳による『仏説七倶胝仏母心大准提陀羅尼経』（大正蔵№1077）には、「もし、在家の善男善女らが『准胝真言』を唱え、これを日々に保つことがあれば、その人の家には災難や事故、病気等による苦しみが無く、あらゆる行いには行き違いや望みが果たせないということも無く、その人の言葉は皆が信用して、よく聞いてくれるようになる。また、幸福に恵まれず、才能にも恵まれない人があって、密教の才覚もなく、僧侶の修行である『三十七菩提分法』という釈迦の教えに廻りあうことができない人がいたとしても、この准胝観音の『陀羅尼法』の伝授を受けることができたならば、速やかに無上の覚りを得ることができる。更には、『准胝真言』を常に記憶にとどめ、よくこの真言を唱えて善行となる戒律を守ることができれば、あらゆる願いも成就する」と説かれている。[23]

曹洞宗で「龍樹菩薩讃準提大明陀羅尼」としてよく唱えられ、真言宗では、醍醐寺の在家用の勤行次第「準提観音念誦次第」にも取り上げられている『準提功徳頌』は龍樹菩薩の作とされる。

## 禅と准胝観音
『無門関』第三則 【倶胝竪指】（ぐていじゅし）より
- 倶胝和尚（ぐていおしょう）は禅における馬祖の法嗣の大梅禅法常三世の法孫にあたる。この人の正確な名前は伝わっていないが、准胝観音を一心に信仰し修行前も、修行をなし終えてからも准胝観音の真言を口ずさむのが常であったため、准胝観音の別名である「七倶胝仏母」から名前を取り、倶胝和尚と呼ばれた。この人が寺を構えてそこの住職をしていたところ、尼僧が旅姿のまま土足で上がり込んで来て問答を挑み、「あなたが悟りにかなった言葉を言えば笠を取りましょう」と迫ったが、倶胝和尚が何も答えられずにいると、尼僧は吐き捨てるようにして袖を払って出て行ってしまった。倶胝和尚は一山の住職がこれではと情けなくなり悔しさのあまり涙して寝たところ、「准胝法」の特徴の一つでもある夢告によって夢に神人が現れて、もうすぐこの寺に生きた菩薩が現れると告げられた。その十日後に天龍老師という人が現れて、その人にわけを話して教えを請うたところ、天龍老師はただ黙って指を一本立てられた。その指を見たとたんに、倶胝和尚は落雷に打たれたようになってしまい、瞬時に執着に固まっていた心の底が抜け、無上の覚りを得ることが出来た。
- それ以来、倶胝和尚は生涯にわたって准胝観音の真言を唱えるかたわら、ただ指を立てるだけで弟子や信徒らを教化したとされている。この第三則の物語を編集者の無門慧開は、「覚りは指先のことではない、しかし、そこが分かれば皆が釈迦牟尼仏となることができる」と批評している。いわゆる中国では、説法印を正面で結んで指を立てる姿の准胝観音の仏像が好まれる理由の一つでもある。

また、明代には浙江省嘉善镸の出身である袁黄（1533-1606）という人物が、当時、占いの名人とされた孔先生に「三式」という運命学を学び、師の孔先生より科挙を受けることを勧められて合格すると共に、その番号までを言い当てられた。その後の占いも一字一句が孔先生の言う通りであり、すっかり宿命論者となっていた。自身の一生を占ってもらったところ相応の出世はするが前世の業（カルマ）により壽命は53歳で、結婚はするが子供は無く、薄徳少福の身で失意のうちにその一生を終えると予言されていた。やがて、仏縁により禅密双修の禅僧の雲谷禅師に出会い自身の運命を語ったところ、『七佛倶胝佛母心准提陀羅尼法』の呪法を授かり、正しく戒律を守り善行を積むための『功過格』による指導を受けたことによって運命の呪縛を脱した。壽命が尽きるとされた53歳の時に袁了凡（えんりょうぼん）と改名し、更に出世して高官となって交易と漁民に被害をなす倭寇を平定し、豊臣秀吉による朝鮮出兵の軍を退けた。准胝観音への信仰により願わずして子供にも恵まれ、その寿命も准提観音の延命の功徳と、『功過格』の積善の効果により74歳まで長生きすることができた。

## 仏像の作例
経典や儀軌には二臂、四臂、六臂、十八臂、五十四臂、八十四臂を説くが、日本では『七倶胝仏母所説准提陀羅尼経』（唐・不空 訳）が広まり、そこで詳述された像容・一面三目十八臂とするものが最も多い。『仏説持明蔵瑜伽大教尊那菩薩大明成就儀軌経』（宋・法賢 訳）には、四臂は赤色（蓮華部）、六臂は黄色（宝生部）、十八臂は白色（仏部）と述べられている。また、その手の本数が多いことから、その尊像は時に千手観音と混同される場合もあるが、正面の左右の二手が「説法印」 を結んでいるのが准胝観音で、「合掌」をしているのが千手観音である。なお、醍醐寺准胝観音坐像のように、蓮華座の下に難陀・跋難陀の眷属二大龍王がいる造例が多い。
准胝観音は日本でも禅宗でよく拝まれ、黄檗宗、曹洞宗、臨済宗等の僧堂にその尊像が祀られているのを見ることができ、また、真言宗の泉涌寺の皇族が拝まれた秘仏も知られているが、いずれも江戸時代以降の作であり、奈良時代や平安時代の密教における単独の造像例はあまり多くない。真言宗智山派の寺である、京都・大報恩寺（千本釈迦堂）の六観音像（重要文化財）中には准胝観音の像がある。奈良・新薬師寺旧蔵の伝・千手観音立像（重要文化財、文化庁保管）は、その像容から本来は准胝観音像と考えられている。

## 寺院
日本における准胝観音の歴史は古く、観音信仰の広まりによる札所等や江戸時代の禅の復興に伴い、本尊や守護仏として准胝観音をお祀りする寺院も多い。
准胝観音を本尊とする寺院
- 高野山・准胝堂（和歌山県） － 「准胝観音坐像」。
- 醍醐寺上醍醐・准胝堂（京都府） － 「准胝観音坐像」、西国三十三所・第11番札所、焼失による修復中。
- 聖護院・積善院凖提堂（京都府） － 「凖提観音立像」、五大力尊・役行者霊跡札所。
- 観音院（京都府） － 「准胝観世音菩薩立像」・「准胝観音坐像」。
- 興福寺（長崎県） － 「准胝観音坐像」、明末〜清初、17世紀。
- 長栄寺（愛知県） － 「準提観音坐像」、光格天皇の中宮欣子内親王御賜による伽羅の香木製、江戸時代。地元では豪潮長栄寺とも呼ばれる。
- 語歌堂（埼玉県・横瀬町） － 「准胝観音坐像」、秩父三十四観音霊場・第5番札所。
- 開善寺（福岡県） － 「准胝観音坐像」。
- 香壽山 観音寺（大阪府） － 「准胝観音坐像」。

その他、准胝観音を祀る代表的な寺院
- 泉涌寺（京都府） － 「準提観音坐像」、江戸時代。
- 西明寺（栃木県：六観音） － 「准胝観音立像」、鎌倉時代。
- 總持寺（神奈川県・横浜市鶴見区） － 「準提観音坐像」。
- 宝戒寺（神奈川県・鎌倉市） － 「仏母准胝観音坐像」、鎌倉三十三観音霊場・第2番札所。
- 大報恩寺（京都府：六観音） － 「准胝観音立像」、1224年、肥後別当定慶作。
- 準提院（台湾・高雄市） － 「準提仏母坐像」、高野山真言宗。
- 興国禅寺・慈恩堂 － 「準提観音坐像」、伊達秩父・観音霊場第一番札所。
- 長久寺（宮崎県：六観音） － 「准胝観音坐像」、室町時代、1562年作。
- 仁和寺（奈良県）[注 10] － 「准胝曼荼羅図」、唐本白描、平安時代、12世紀。
- 蓮華堂（千葉県） － 「準提仏母坐像」・「準提曼荼羅」・「穢跡金剛立像」・「幻化網曼荼羅」他、高野山真言宗。
- 寒山寺（中国・江蘇省蘇州市） － 「準提仏母坐像」、唐代（修復済）。

## 美術館等
- 東京国立博物館 － 「准胝観音図」、白描、平安時代、12世紀。
- 細見美術財団 － 「准胝観音画像」、鎌倉時代、13世紀。